# Atlético Juventud
Atlético Juventud Girardot – kolumbijski klub piłkarski z siedzibą w mieście Girardot.

## Historia
Klub powstał w listopadzie 2007 roku pod nazwą Atlético Juventud Soacha Fútbol Club. Pierwotną siedzibą klubu było miasto Soacha, gdzie mecze domowe rozgrywano na stadionie Estadio Luis Carlos Galán Sarmiento. W 2010 roku klub przeniósł swoją siedzibę do miasta Girardot.